# Axonema

Estructura del flagel eucariota. 1-axonema, 2-membrana plasmàtica, 3-IFT (Transport intraflagel·lar), 4-cos basal, 5-secció del flagel, 6-triplets de microtúbuls del cos basal

Secció de l'axonema. 1-doblet extern de microtúbuls, 2-doblet intern de microtúbuls, 3-dos braços de dineïna, un d'intern i un altre extern, 4-radi, 5-pont de nexina, 6-membrana plasmàtica

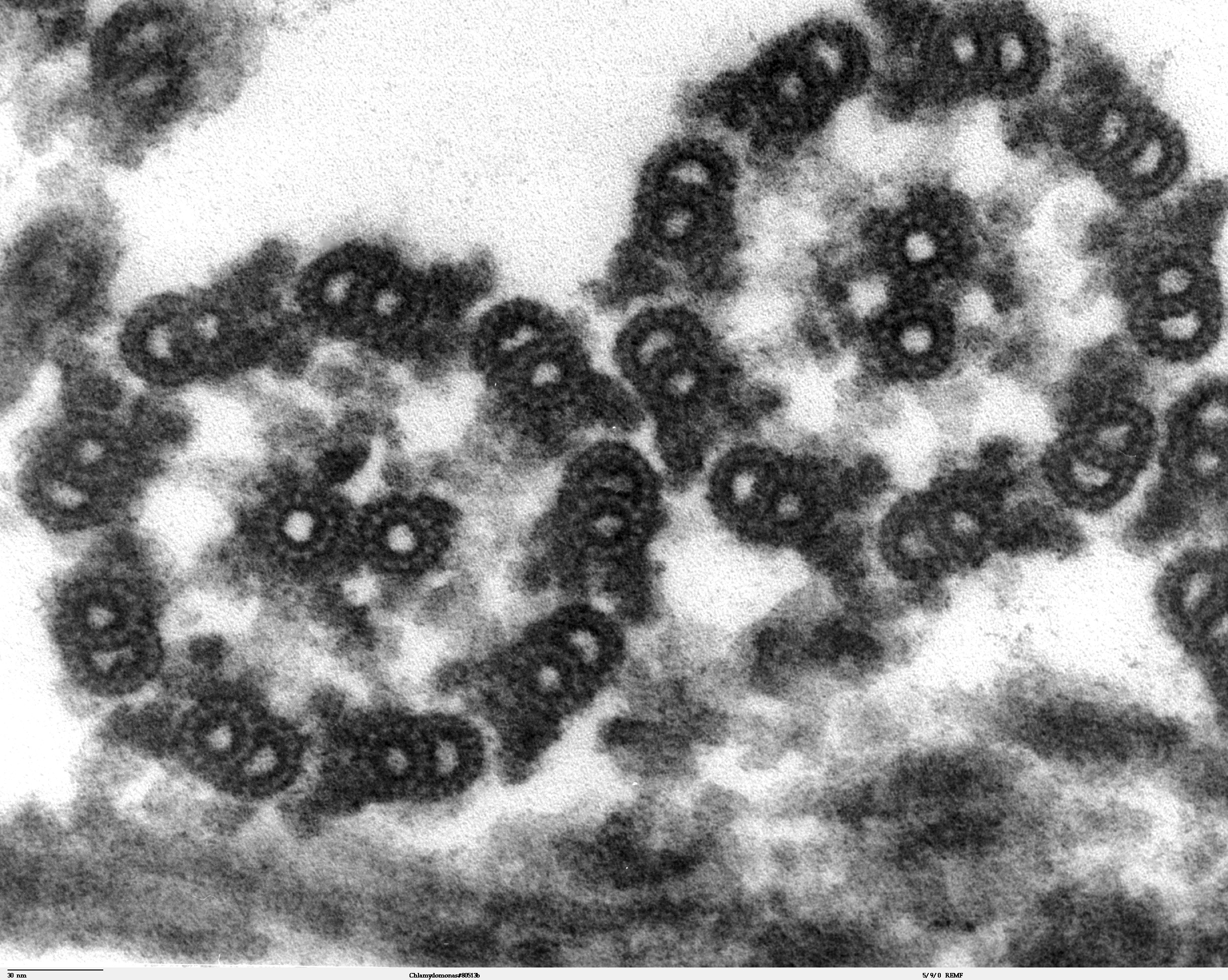
L'estructura «9+2»" de l'axonema és visible en aquesta secció de dos flagels eucariotes.

Axonema és l'estructura interna axil dels cilis i flagels dels eucariotes bàsicament microtubular, que serveix per a la mobilitat.
El moviment d'un cili o un flagel és dependent de l'ATP.